# Scooby-Dum
Scooby-Dum is een fictieve hond die meedeed in afleveringen van de The Scooby-Doo Show tussen 1976 en 1978. Zijn stem werd gedaan door Alan Oppenheimer.
Scooby-Dum is een grijze Duitse dog met vlekken en hazentanden. Hij is de niet al te snuggere neef van Scooby-Doo. Dum woont bij Ma en Pa Skillet in het Okefenokeemoeras in het zuiden van Georgia.
Scooby-Dum wil net als Scooby-Doo een detective worden, maar slaagde hier nooit in. Telkens als hij het woord "aanwijzing" (clue) hoorde, haalde hij een vergrootglas tevoorschijn waarbij de eerste vier noten van Beethoven's vijfde symphony, "Dum dum Dum DUM!", werden gehoord. Ook bleef Scooby-Dum de hele aflevering lang naar aanwijzingen zoeken, zelfs als de zaak allang was opgelost.
Dum verscheen voor het eerst in het Scooby-Doo filmpje van The Scooby-Doo/Dynomutt Hour op 25 september 1976, in de aflevering "The Gruesome Game of the Gator Ghoul". Hierin hielp en hinderde Scooby-Dum het team bij het oplossen van een zaak rondom een alligatormonster.
Dum keerde nog een paar maal terug in de serie tussen 1976 en 1979, ook toen The Scooby-Doo/Dynomutt Hour werd uitgebreid naar Scooby's All-Star Laff-A-Lympics.